# Domingos Augusto
Domingos Augusto (* 12. Mai 1970 in Lacao, Atsabe, Ermera, Portugiesisch-Timor), Kampfname Deker, ist ein osttimoresischer Unabhängigkeitskämpfer und Politiker.
Von 2006 bis 2011 war Augusto Koordinator der Partido Democrático (PD) in der Region West (Ermera, Bobonaro, Cova Lima und Liquiçá). 2007 trat er für die PD bei den Parlamentswahlen in Osttimor 2007 auf Listenplatz 13 an, die PD erhielt aber nur acht Sitze.
Bei den Parlamentswahlen in Osttimor 2023 trat Augusto für den Congresso Nacional da Reconstrução Timorense (CNRT) auf Platz 32 der Liste an. Die Partei erhielt zwar nur 31 Sitze, Augusto rückte aber zur zweiten Sitzung des 6. Nationalparlament Osttimors für Abgeordnete nach, die aufgrund ihres Regierungsamtes auf ihr Mandat verzichten mussten. Im Parlament wurde Augusto Präsident der Kommission für Außenangelegenheiten, Verteidigung und Sicherheit (Kommission B).

## Auszeichnungen
2022 wurde Augusto für seine Verdienste als Kommandant einer Einheit im Unabhängigkeitskampf gegen die Indonesier mit der Medaille des Ordem de Timor-Leste ausgezeichnet. Er war in der Region Atsabe in Ermera aktiv.